# Груздевская волость
Гру́здевская во́лость — нижняя административно-территориальная единица в составе Шуйского уезда Иваново-Вознесенской губернии РСФСР (1921—1924),  Вязниковского уезда Владимирской губернии (до 1921 года) Российской империи и РСФСР. Волостной центр — село Груздево.
Ныне территория Палехского и
Южского районов Ивановской области России.

## История
Упразднена в 1924 году.
В 1921 году в состав вновь образованного Иваново-Вознесенского уезда переданы из Вязниковского уезда Вареевская, Груздевская, Мугреевская, Палехская и Южская волости. В 1924 году произведено укрупнение волостей.

## Состав
По данным на 1913 год входили 45 населённых пунктов
- Аладьино
- Барское
- Большая Ламна
- Большие Углецы
- Бородино
- Бусино
- Верзякино
- Гарино
- Горки
- Груздево — волостной центр
- Жуково
- Зыково
- Калиниха
- Кашино
- Кожевниково
- Кокошкино
- Кочкино
- Кудерево
- Ламаксино
- Ламнинский Хутор
- Левино (Левинский Погост)
- Лодыгино
- Малые Углецы
- Новая
- Павловская
- Пашково
- Петушки
- Подлесново
- Помогалово
- Починок
- Рыбино
- Сакулино (Сокулино)
- Синдаровка
- Спас-Шелутино
- Суханиха
- Тарасиха
- Терехово
- Фалюшино
- Федуриха
- Хотёново
- Чамово
- Шамово
- Щеготово
- Юрилово
- Яковлево